# When Pus Comes to Shove
When Pus Comes to Shove è il primo album in studio del gruppo statunitense Platypus, pubblicato il 25 agosto 1998 dalla Inside Out Music.

## Tracce
1. Standing in Line – 3:10
2. Nothing to Say – 4:54
3. Destination Unknown – 7:40
4. Platt Opus – 5:01
5. I'm With You – 4:13
6. Blue Plate Special – 7:21
7. Chimes – 4:45
8. Willie Brown – 5:03
9. Bye Bye – 4:51
10. What About the Merch? – 4:29